# Orang Laut
« Loncong » redirige ici.  Pour les autres significations, voir Loncong (langue).

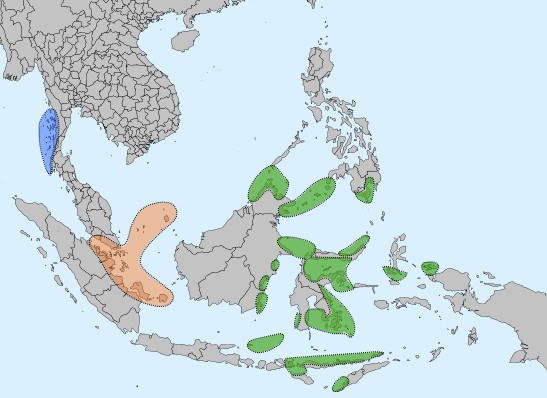
Régions habitées par les Nomades de la mer : en bleu, les Moken et Moklen, en beige les Orang Laut et en vert les Bajau

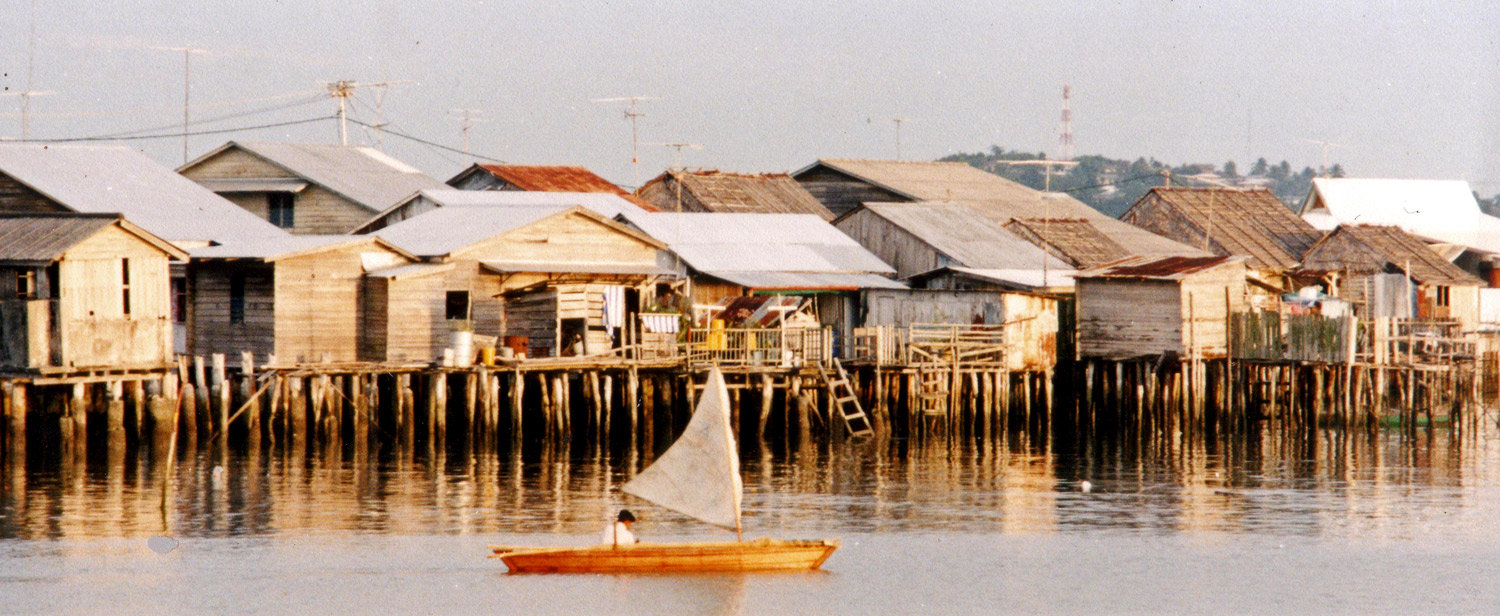
Village d'Orang Laut dans les îles Riau

Les Orang Laut, en malais « gens de la mer », aussi appelés Loncong ou Sekak sont une population d'Indonésie vivant sur des bateaux et menant un mode de vie nomade. Ils sont originaires des îles d'Asie du Sud-Est, ils habitent le littoral oriental de l'île de Sumatra, à l'embouchure des fleuves Indragiri et Kampar, dans les îles voisines et sur les côtes des îles de Bangka et Belitung.
Au Nord de Madagascar entre 1300 et 1500, les nouveaux arrivants Arabo-Swahili se faisaient appeler par les locaux Antalaotra/Antalaotsy (Ant=qui vient de  Alaotra=mer). Des Antalaotra ont par la suite migré vers l’archipel des Comores dans les années 1830. Le mot Antalaotra/Antalaotsy vient directement du malais Orang Laut.
Leur langue, le sekak, est une forme de malais.
Avec les Bajau d'Indonésie, de Malaisie et des Philippines (ancêtres des Vézos de Madagascar), les Moken de Birmanie et de Thaïlande et les Urak Lawoi' de Thaïlande, les Orang Laut font partie d'un ensemble plus vaste appelés « nomades de la mer » (Sea Gypsies dans la littérature de langue anglaise).

## Histoire
Autrefois, les Orang Laut étaient pirates. Ils ont également joué un rôle important dans l'essor de la cité-État de Sriwijaya dans le sud de Sumatra, et des sultanats de Malacca et de Johor en Malaisie.